# はるまし
はるまし（1997年12月20日 - ）は、日本の女性アイドル。

## 経歴・人物
2018年3月、エリクサーが主催する「ホリエモンアイドルオーディション」（第2期）に合格し、同年9月「水木 春花（みずき はるか）」名義で「ルルネージュ」に加入。翌2019年3月、「ルルネージュ」を卒業。
2019年4月、「平成-HiraNari-」に加入。翌2020年3月、「平成-HiraNari-」を脱退し、所属事務所との契約も解除。
2020年9月「凜cent」（現:RiNCENT.）に「茉希 春花（まき はるか）名義で加入。翌2021年10月17日のライブをもって卒業。
以降は「はるまし」名義で活動。キャッチフレーズは、「あなたの脳内をハイジャック!青い自由人ことはるましです!」。